# جانين غرينير
جانين غرينير هي لاعبة كرلنغ سويسرية، ولدت في 13 فبراير 1981 في شليغن في سويسرا.

## وصلات خارجية
- جانين غرينير على موقع الاتحاد الدولي للكرلنغ (الإنجليزية)
- جانين غرينير على موقع اللجنة الأولمبية الدولية (الإنجليزية)
- جانين غرينير على موقع أوليمبيديا (الإنجليزية)